# Кикин, Пётр Андреевич
Пётр Андре́евич Ки́кин (27 декабря 1775 [7 января 1776], Алатырь, Симбирская губерния — 18 [30] мая 1834, Санкт-Петербург, похоронен на Тихвинском кладбище) — военный и государственный деятель Российской империи, генерал-майор (1812) и тайный советник (1821) из рода Кикиных, участник наполеоновских войн, крупный меценат. Статс-секретарь (в 1816–1826), один из инициаторов учреждения Общества поощрения художников и строительства Храма Христа Спасителя.

## Биография
Происходил из древнего рода Кикиных. Родился в большой семье (12 детей) отставного секунд-майора Андрея Ивановича Кикина (1747—1790) и Марии Фёдоровны, урождённой Ермоловой (1754—1819), которая приходилась А. П. Ермолову четвероюродной тёткой. При крещении получил имя Варфоломея, которое никогда не использовал.
Обучался в частном пансионе, затем в пансионе при Московском университете. Военную службу начал прапорщиком в лейб-гвардии Семёновском полку, куда был записан ещё в детстве и в десять лет был сержантом. Участвовал в турецкой войне.

С 1802 года в качестве флигель-адъютанта состоял при генералах Михельсоне, Мейендорфе, князе Прозоровском и при императоре Александре I. В начале войны 1812 года — полковник; был дежурным штаб-офицером при начальнике Главного штаба, затем исполнял обязанности дежурного генерала 1-й Западной армии, участвовал в сражениях при Валутиной горе (был ранен в глаз), Бородине (ранен во время контратаки на Курганную батарею), под Красным. Участвовал в походе русской армии в 1813—1814 годов; 5 февраля 1813 года был награждён орденом Св. Георгия 3-й степени № 266: 
В воздаяние отличного мужества и храбрости, оказанных в сражениях против французских войск в течение нынешней кампании.
 В 1813—1814 гг. командовал бригадой. Отличился в сражении при Лютцене. Был награждён орденами Св. Владимира 2-й ст, Св. Анны 1-й ст., серебряной медалью в память Отечественной войны 1812 года, двумя золотыми шпагами «За храбрость» с алмазами, прусским орденом Красного орла.
По возвращении из Парижа оставил военную службу.

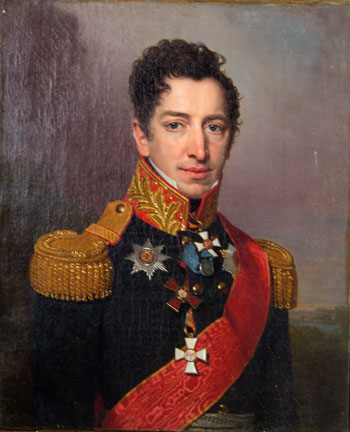
Портрет в молодости. Художник В. Боровиковский

По отзывам современников, Кикин в молодости слыл остряком, галломаном и модным светским человеком. Однако знакомство с адмиралом А. С. Шишковым круто изменило его. Он до того увлёкся шишковским «Рассуждением о старом и новом слоге», что написал Mon Evangile и скоро стал одним из самых активных и резких участников кружка «Беседы любителей русского слова». С. Т. Аксаков писал:
В свете называли Кикина новообращённым, новокрещённым, ренегатом, и, точно, как человек, перешедший быстро от одного убеждения к другому, он слишком горячился и впадал в крайности, которые никогда не ведут к убеждению других. Он беспощадно и грубо, прямо в глаза, казнил своих прежних знакомых … Он продолжал считаться остряком, и язык его называли бритвой.

Свои патриотические чувства П. А. Кикин выплеснул в письме к Шишкову в декабре 1812 года, когда впервые высказал идею о сооружении в честь победы над Наполеоном храма-памятника:
Чьё сердце не преисполнено благодарности к Богу — единственному спасителю нашему. Кто не чувствует сердечной необходимости ознаменовать признательность свою к Милосердию Его, явно покровительствующего нам?… Проведение Божие, помощию Веры и народного духа спасло нас. Ему благодарность, и памятник Ему же принадлежит…
Его поддержали Гавриил Державин, Иван Крылов, Дмитрий Писарев, Александр Витберг и император Александр I дал 25 декабря 1812 года обет воздвигнуть в Москве храм. Но лишь спустя 5 лет, 12 октября 1817 года был заложен первый храм по проекту Витберга — незавершённый, а 22 сентября 1839 года состоялась торжественная закладка Храма Христа Спасителя по новому проекту Константина Тона.

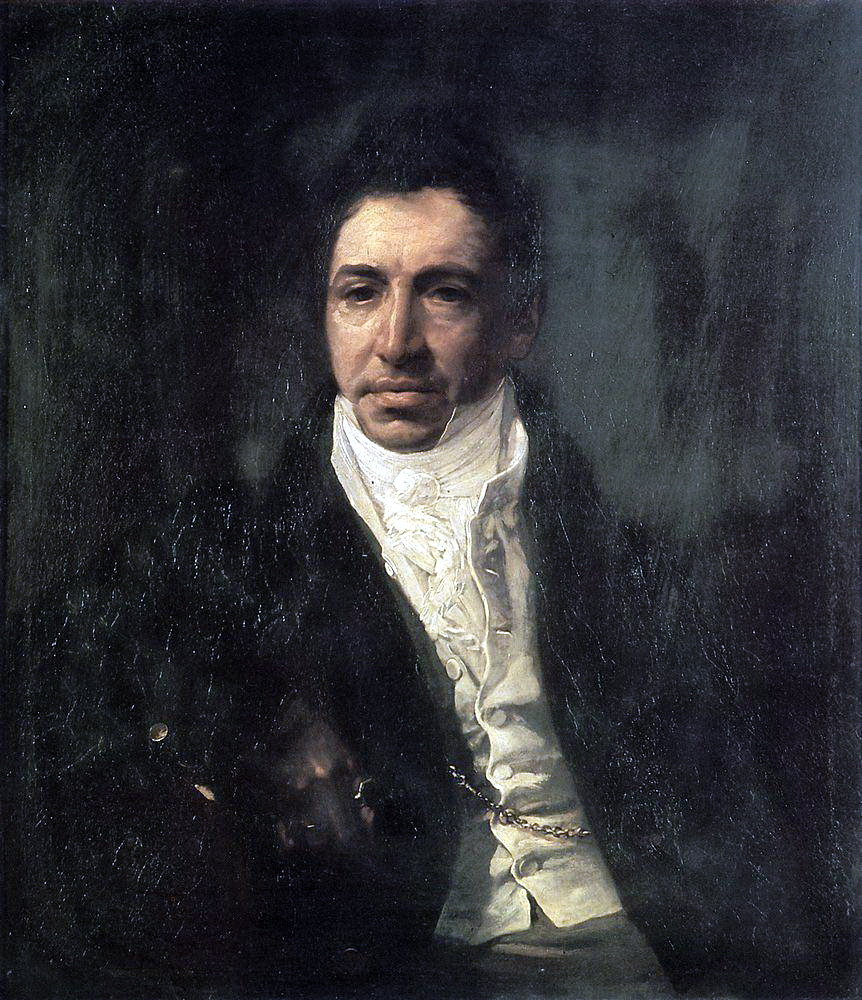
Портрет работы Карла Брюллова

В 1816 году, по личному желанию Александра I, граф Аракчеев упросил Кикина вступить снова на службу, и он был назначен статс-секретарём по принятию прошений на высочайшее имя. На этом посту он отличался прямотой и твердостью; если он был убеждён, что решение императора по доложенному им делу несправедливо, — то он не затруднялся снова входить с тем же докладом и нередко добивался того решения, которое считал справедливым. Подробные воспоминания о Кикине оставил служивший под его началом Д. Н. Свербеев:
Русскую юриспруденцию, всё наше судопроизводство, всю переписку, к нему относящуюся, — всё это он почитал какими-то элевсинскими таинствами, профанам недоступными. Чем туманнее и запутаннее бывала какая-нибудь бумага, тем казалась она ему дельнее.
В 1820 году вместе с князем Гагариным и Мамоновым организовал Общество поощрения художников, которое было призвано «всеми возможными средствами помогать художникам, оказывающим дарование и способность к распространению изящных искусств». Кикин был первым председателем и казначеем Общества. Он оказал меценатскую помощь и поддержку братьям Григорию и Никанору Чернецовым, братьям Александру и Карлу Брюлловым, Алексею Венецианову, Александру Ива́нову.
Кикин оставил по себе память и как рачительный сельский хозяин, положивший много трудов на благоустройство усадьбы Алешня Ряжского уезда, приобретённой в 1825 году его богатой тёщей Е. В. Торсуковой, которая жила рядом с зятем. Он принимал активное участие в делах Московского общества сельского хозяйства, опубликовал ряд статей по сельскохозяйственным вопросам, пропагандировал муравьёвский способ кошения злаков («косою с лапкою вместо жнитва»), экспериментировал с дублением овчин.
Сельскохозяйственным занятиям в Алешне сенатор Кикин всецело предался после выхода в 1826 году в отставку. Председательствовал в одном из отделений Вольного экономического общества. Им было сделано многое для улучшения быта своих крестьян. В начале XX века усадьба Алешня была основательно перестроена министром земледелия А. С. Ермоловым.

## Семья
Жена — (с 27.09.1814) — Мария Ардалионовна Торсукова (1787—1828), дочь бригадира А. А. Торсукова от брака с фрейлиной Е. В. Перекусихиной. Их дети:
- Варфоломей (ум. 21.11.1882); был женат на княжне Наталье Григорьевне Голицыной (бездетны).
- Мария (1816—1856), с 1840 года замужем за князем Дмитрием Петровичем Волконским (1805—1859), сыном светлейшего князя П. М. Волконского. Усадьбу Алешня унаследовала их дочь Екатерина, жена И. А. Всеволожского.

Смерть в 1818 году другой дочери Кикина, наступившая в младенческом возрасте, отражена в книге Е. И. Станевича «Беседа на гробе младенца о бессмертии души».

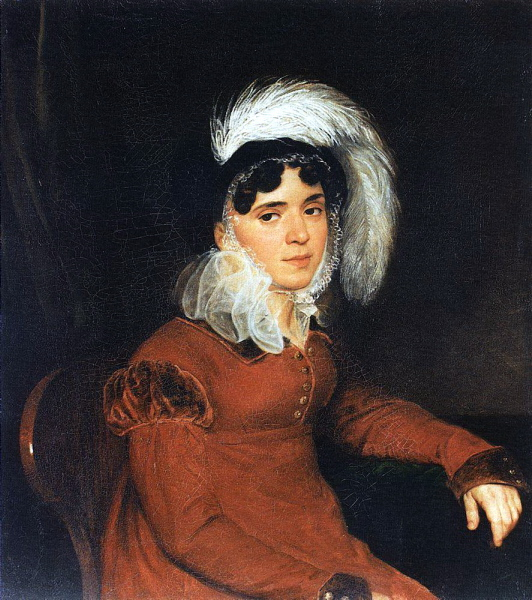
Мария Ардалионовна, жена
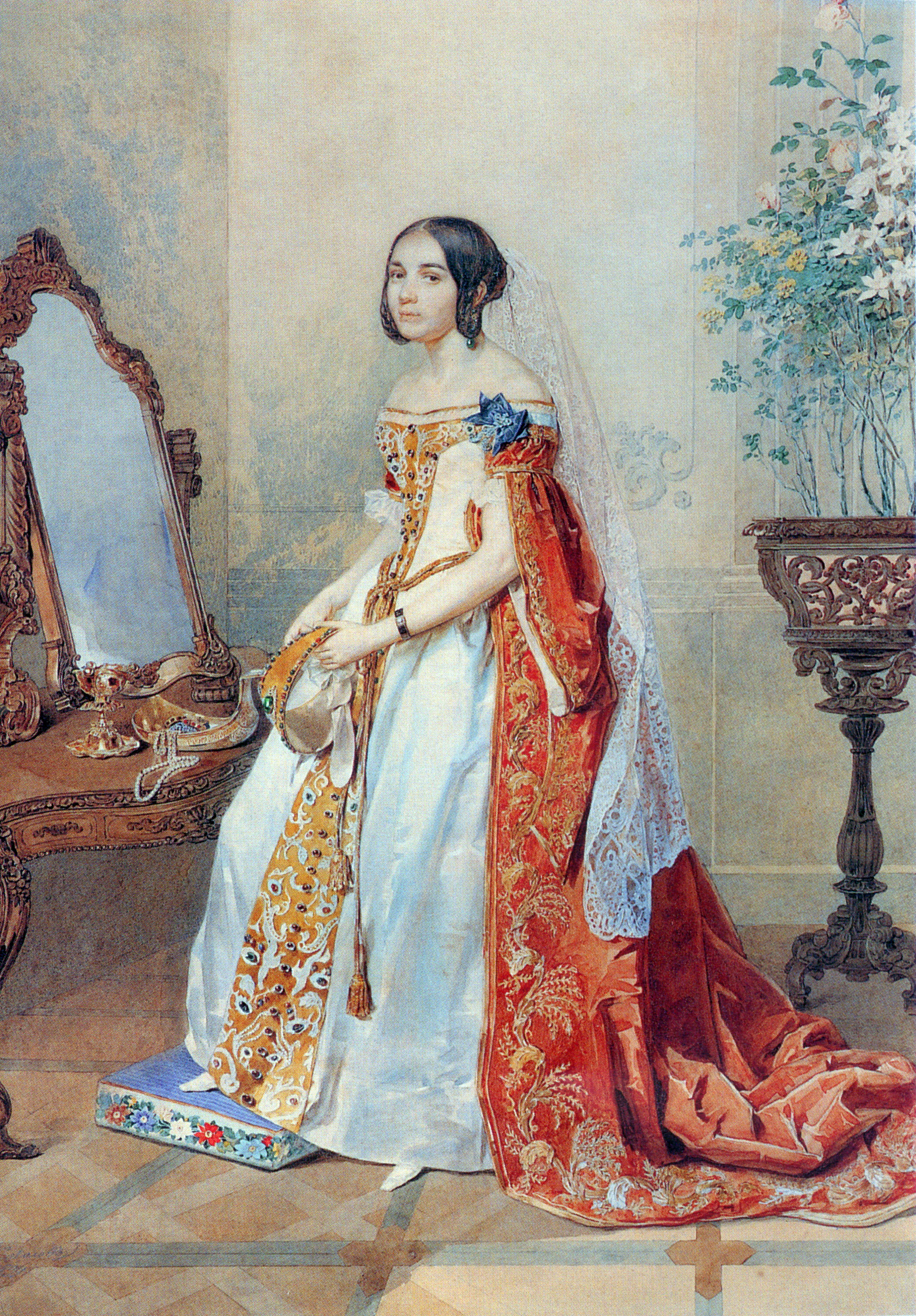
Мария Петровна, дочь
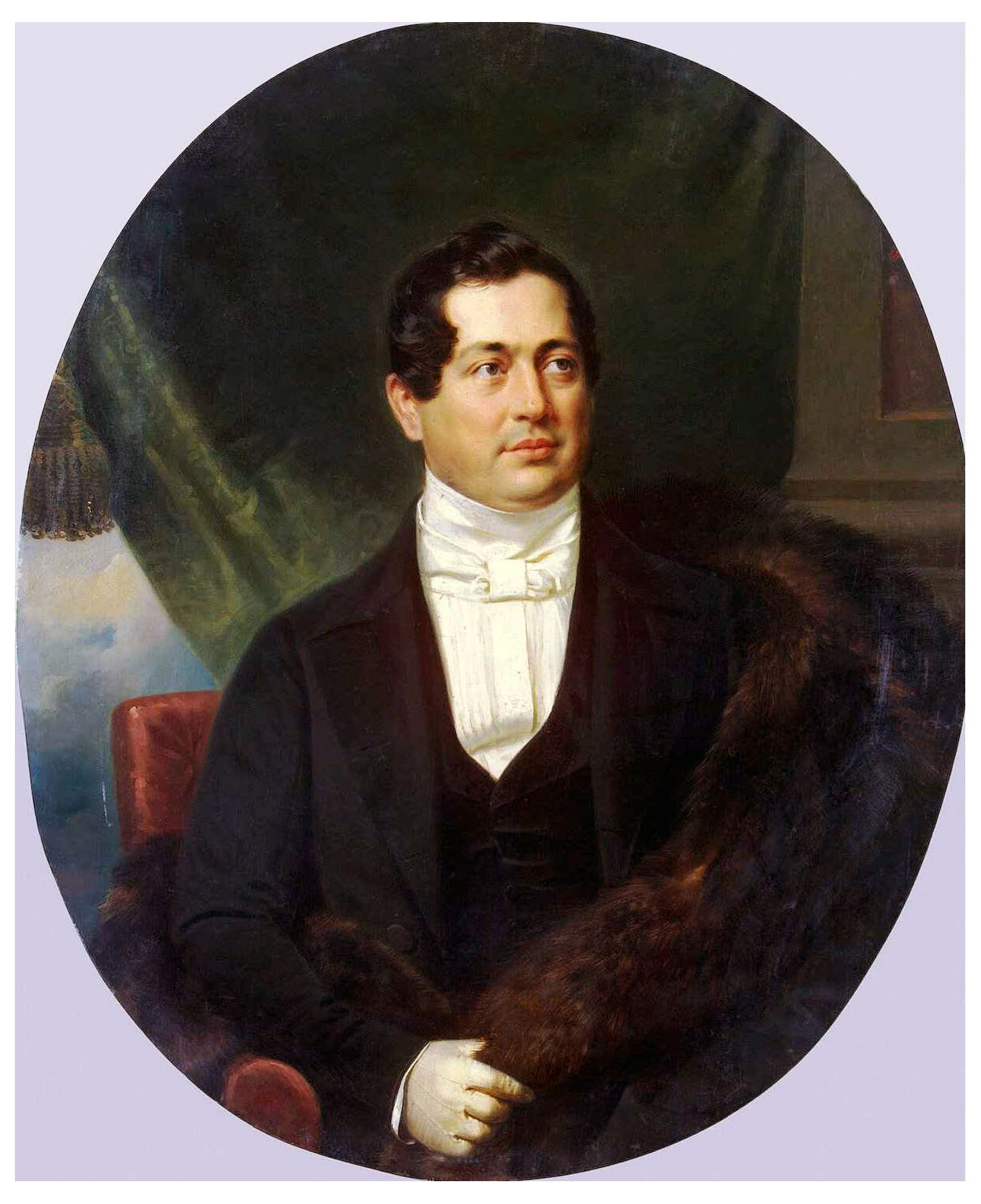
Дмитрий Волконский, зять
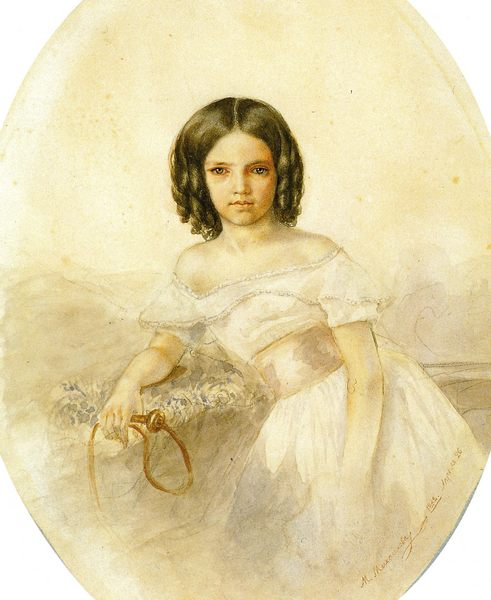
Софья Волконская, внучка
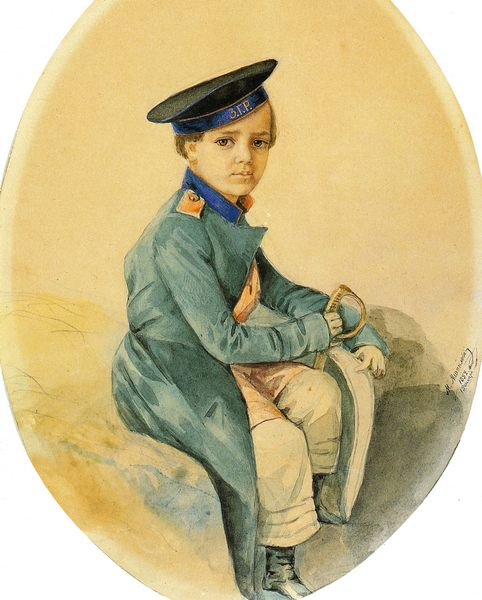
Пётр Волконский, внук

## Память
Портрет П. А. Кикина кисти Джорджа Доу помещен среди 332 генеральских изображений в Военной галерее Зимнего дворца.